# Puig-altet
Puig-altet és una masia situada al municipi d'Aguilar de Segarra, a la comarca catalana del Bages (o el municipi dels Prats de Rei, a l'Anoia).